# Il console onorario (romanzo)
Il console onorario (titolo originale in lingua inglese: The Honorary Consul) è un romanzo di Graham Greene pubblicato nel 1973.

## Trama
La storia è ambientata in una località nel nord dell'Argentina di cui nel romanzo non viene mai detto il nome; poiché la città è situata sulla riva orientale del fiume Paraná vicino al confine con il Paraguay, viene solitamente identificata con Corrientes.
Nella tranquilla cittadina subtropicale vicina al Paraguay si trasferisce Eduardo Plarr, un giovane medico di origine inglese. Plarr, nato in Paraguay da genitori inglesi oppositori politici alla dittatura di Stroessner, ha abbandonato il paese natale da ragazzo rifugiandosi con la madre a Buenos Aires, mentre il padre, di cui non si sono avute più notizie, era rimasto in Paraguay. Plarr stringe amicizia con gli unici due inglesi che risiedono nella città: Humphries, un disilluso insegnante di inglese, e Charles Fortnum, un sessantenne alcolizzato e privo di famiglia che ricopre la carica di "console onorario" britannico. Altra conoscenza di Parr è Julio Saavedra, uno romanziere argentino dimenticato ma con un'alta considerazione di sé.
Nella locale casa di tolleranza, nella quale si è recato un giorno in compagnia di Saavedra, Plarr è attratto da una ragazza,  Clara, con la quale tuttavia non ha alcun rapporto sessuale perché prenotata da un altro avventore. Un paio di anni dopo Plarr viene chiamato da Fortnum per visitare a domicilio una giovane divenuta da poco tempo sua moglie; Plarr riconosce nella giovane signora Fortnum la ragazza della casa di tolleranza. Sebbene non sia mai stato in Inghilterra, Plarr ritiene di essere un inglese flemmatico e dotato di autocontrollo; nonostante ciò rimane ossessionato da Clara con la quale più tardi inizia una relazione amorosa. Clara rimane incinta; Fortnum, che ignora la relazione della moglie, crede che il bambino sia suo ed è indotto dalla futura paternità a comportamenti più dignitosi; per esempio, smette di bere.
Un giorno si reca nell'ambulatorio di Plarr un gruppo di guerriglieri paraguayani, fra i quali Leon Rivas, un suo vecchio compagno di scuola ed ex sacerdote cattolico. I guerriglieri, che operano sul confine fra i due stati, cercano di coinvolgere Plarr nell'organizzazione del rapimento dell'ambasciatore degli Stati Uniti in Argentina con l'intento di chiedere come riscatto la liberazione dei prigionieri politici in Paraguay, tra i quali, a detta dei guerriglieri, dovrebbe essere compreso lo stesso padre di Plarr imprigionato da anni in Paraguay. Il piano tuttavia fallisce perché i guerriglieri, invece dell'ambasciatore, rapiscono il console onorario Fortnum.
Pur avendo rifiutato di partecipare direttamente all'organizzazione del rapimento, Plarr si sente coinvolto personalmente dalla sorte di Fortnum. I guerriglieri non intendono liberare Fortnum spontaneamente per motivi di sicurezza; I governi paraguayano, argentino, statunitense e inglese giudicano Fortnum un personaggio troppo insignificante perché si possa trattarne la liberazione. L'opinione pubblica si disinteressa del caso. Gli sforzi di Plarr perché Fortnum sia rilasciato, o spontaneamente dai guerriglieri o grazie un'azione diplomatica, si rivelano tutti inutili. La polizia argentina, a cui è nota la relazione di Plarr con Clara,  sospetta che Plarr sia coinvolto direttamente nel rapimento o che abbia comunque rapporti con i guerriglieri. Il colonnello argentino Perez rivela a Plarr che il padre è stato ucciso in Paraguay in un tentativo di fuga dal carcere e non potrà quindi essere fra i beneficiari dell'eventuale riscatto. Quando Plarr viene chiamato dai guerriglieri a verificare le condizioni di Fortnum si rende conto dell'ambiguità della sua posizione. L'intervento dei militari risolve la situazione in un bagno di sangue. La polizia uccide tutti i guerriglieri; lo stesso Plarr muore perdonando i suoi persecutori. Fortnum, unico sopravvissuto, tenta una riconciliazione con Clara e, pur avendo saputo di non esserne il padre, darà al bambino il nome di battesimo di Plarr, Eduardo.

## Commento
Il romanzo è ambientato nel periodo in cui fu composto, i primi anni settanta del XX secolo; nel romanzo si accenna infatti a eventi databili quali alcuni interventi della presidenza Nixon, a un viaggio in Sudamerica del vicepresidente USA Nelson Rockefeller e all'assassinio dell'ambasciatore tedesco von Spreti in Guatemala. In quel periodo in Argentina era attiva l'organizzazione guerrigliera dei Montoneros, mentre il Paraguay era soggetto alla dittatura di Stroessner. Graham Greene riferì di aver avuto la prima idea della trama attraverso un sogno. Greene aggiungerà inoltre nella sua autobiografia che il soggetto divenne incredibilmente realtà allorché dei guerriglieri rapirono per errore nei pressi di Corrientes un console paraguayano invece dell'ambasciatore paraguayano, e Stroessner rifiutò di interessarsi alla sorte del rapito.
Dal punto di vista strutturale il romanzo è basato sull'intreccio di pochi temi forti e sull'uso di pochi aggettivi. La morale della storia viene fatta coincidere con l'epigrafe tratta da Thomas Hardy: «Tutte le cose si fondono l'una con l'altra --il bene e il male, la generosità e la giustizia, la religione e la politica» (All things merge in one another—good into evil, generosity into justice, religion into politics).
Il console onorario era considerato da Greene il migliore dei suoi romanzi. Il successo del libro fu inferiore a quello di altri romanzi, ma fu oggetto di una fortunata riduzione cinematografica; dall'adattamento del romanzo a cura di Christopher Hampton nel 1983 è stato tratto il film Il console onorario (Beyond the Limit) diretto da John Mackenzie con Richard Gere nel ruolo di Plarr, Michael Caine in quello di Fortnum e Bob Hoskins in quello del colonnello Perez.

## Edizioni
- The Honorary Consul, London etc.: Bodley Head, 1973, ISBN 0-370-01486-3.
- Il console onorario, romanzo, traduzione di Gabriella Fiori, Collana Scrittori italiani e stranieri, Milano: A. Mondadori, 1973; Collana Oscar narrativa n.1739, Mondadori, 1984.
- in  Romanzi, vol. II, traduzione di Alessandro Carrera, Collana I Meridiani, Milano, Mondadori, 2001.
- Il console onorario, traduzione di Alessandro Carrera, a cura di Domenico Scarpa, Nota di Alessandro Baricco, Collana La memoria, Palermo, Sellerio, 2019, ISBN 978-88-389-3946-4.